# Gilberto de Anda Serrano
Gilberto de Anda Serrano (Ciutat de Mèxic, 17 de febrer de 1955), és un actor, escriptor, director i productor de cinema i televisió mexicà. Es va llicenciar en comunicació a la UNAM i la seva primera actuació fou el 1964 a El pozo, amb nou anys.
Ha actuat en més de 100 pel·lícules mexicanes des de 1963 i l'aparició de les quals en el mitjà televisiu va ocórrer per primera vegada en la telenovel·la Mi destino eres tú, seguida d' El manantial (2001). Quatre anys després, es va integrar al repartiment de Alborada (2005), sota la mà de la productora executiva Carla Estrada. En 2006 va gravar la telenovel·la Duelo de pasiones, producció de Juan Osorio. El 2007, va fer un petit paper en uns quants capítols a La fea más bella (2007). El 2008, va interpretar al malvat Ricardo Uribe a Fuego en la sangre (2008), una nova versió de Pasión de gavilanes. El 2009 es va unir al repartiment de Mi pecado. Després d'actuar a diversos programes el 2013 va tornar a televisió per interpretar al malvat Nereo a La tempestad (telenovel·la), i el 2015 al cínic Claudio Uckerman a la telenovel·la Amor de Barrio.

## Televisió
- Por amar sin ley (2018) ... Felipe
- Coleccionista (2017) ... Mauricio Magdaleno
- Hoy voy a cambiar (2017) ... Rogélio Ansalda
- La candidata (2016-2017) ... Almirón
- Yago (2016) ... José Avilés
- Amor de barrio (2015) ... Claudio Uckerman
- La tempestad (2013) ... Nereo
- Mi pecado (2009) ... Fidel Cruz
- Fuego en la sangre (2008) ... Ricardo Uribe
- La fea más bella (2007) ... Lic. Roca
- Destilando Amor (2007) ... Meliton
- Duelo de pasiones (2006) ... Hugo Ríos # 2
- Alborada (2005-2006) ... Amílcares Gasca
- Amor real (2003) ... Notario Zuluaga
- El Manantial (2001-2002) ... Joel Morales
- Mi destino eres tu (2000)... Advocat assassí